# Associazione Sportiva Bari 1981-1982
Questa voce raccoglie le informazioni riguardanti l'Associazione Sportiva Bari nelle competizioni ufficiali della stagione 1981-1982.

## Stagione
Fonti Le affermazioni non fontate dagli scritti qui elencati, sono contrassegnate volta per volta nel testo.

L'allenatore Enrico Catuzzi, resosi noto alla stampa nazionale nella stagione 1981-82 con il Bari.

 Il Bari di Catuzzi del 1981-1982 è ritenuto una fra le migliori formazioni della storia biancorossa, soprattutto per la qualità del gioco espresso. Questa formazione è ricordata come il Bari dei baresi, in quanto i 6/11 della squadra titolare erano calciatori nativi del capoluogo pugliese.

### Precampionato e Coppa Italia
Dopo aver speso abbondanti quantità di denaro nelle stagioni precedenti, la dirigenza dell'A.S. Bari opta per un anno all'insegna del risparmio; concordemente a questa necessità si pensa di valorizzare i ragazzi del vivaio. Enrico Catuzzi, l'allenatore della formazione Primavera che ha salvato la squadra dalla retrocessione nella stagione precedente, viene confermato e incaricato dal presidente Antonio Matarrese di selezionare, con la collaborazione del direttore sportivo Regalia, buona parte dei suoi giocatori che poco prima hanno battuto nella finale di Coppa Italia di categoria il Milan. Quindi vengono portati definitivamente in prima squadra, fra gli altri, i difensori Caricola, Armenise e De Trizio, il mediano Loseto e la punta Gigi De Rosa, che giocheranno da titolari nel corso del campionato. Di contro, molti atleti delle stagioni precedenti vengono venduti; l'unico nuovo arrivo esterno è il centrocampista Antonio Acerbis.
Il ritiro estivo è ad Acquapendente, un paese al crocevia tra Lazio, Umbria e Toscana.
Con questa rosa di giocatori, nel 1981 Catuzzi sperimenta per primo in Italia la cosiddetta "zona totale", una variante del calcio totale basata sul presidio, da parte di ciascun giocatore, della propria zona d'influenza, con il gioco sviluppato sull'attacco al portatore di palla avversario. Questo gioco, praticato con compiti precisi da ciascun calciatore, è tecnicamente offensivo; il modulo adottato dal tecnico parmense è il 4-3-3.
Nelle amichevoli di precampionato la formazione biancorossa pareggia con molte compagini di Serie C e malgrado lo scetticismo della stampa Catuzzi prosegue fiducioso il suo lavoro. Nel debutto ufficiale, in Coppa Italia, in casa contro il Napoli di Ruud Krol e Oscar Damiani i galletti mettono in difficoltà i partenopei e la gara finisce a reti inviolate. Sempre in Coppa Italia seguono tre pareggi consecutivi, fra cui il 3-3 con l'Ascoli, con i pugliesi che recuperarono i tre goal di svantaggio negli ultimi undici minuti di gara, e lo 0-0 con l'Avellino di Juary. Il girone da cinque squadre, di cui le tre citate di Serie A, termina al 2º posto con 4 punti, ma essendo per regolamento la prima a procedere al turno successivo, il Napoli, i biancorossi chiudono la loro esperienza stagionale di coppa.

### Girone d'andata
Nella prima giornata di campionato i galletti ottengono un pareggio 3-3 in casa del Palermo, allenato dall'ex Antonio Renna, incontro con discusse decisioni arbitrali a sfavore del Bari e caratterizzato dal nervosismo in campo; sul 2-2 dei baresi nascono problemi di ordine pubblico dentro e fuori dallo stadio. In seguito, il club pugliese reclama la mancata assegnazione dello 0-2 a tavolino. Dopo aver ricavato 5 punti nei primi quattro turni, la formazione adriatica subisce una flessione che dura per otto giornate, interrotta dalla sola vittoria 3-0 in casa sul Foggia (sono 4 i punti ottenuti complessivamente in questa striscia di risultati). I biancorossi commettono in più casi diverse ingenuità, considerate determinanti per i risultati finali, ma anche quando sconfitti escono dal campo tra gli applausi del pubblico.
Nel mercato di riparazione novembrino la società, oltre a cedere gli elementi inutilizzati, sostituisce Bacchin, andato via per motivi familiari, con il regista Valerio Majo, e sopperisce all'infortunio del portiere Venturelli acquistando Bruno Fantini, mentre in attacco arriva Carlo Bresciani.
A partire dal pareggio ottenuto in casa della Sampdoria in 13ª giornata, il Bari sigla fino al termine del girone d'andata sette risultati utili consecutivi, compresa la vittoria interna nella 14ª giornata, 5-0 sulla Cavese seconda in classifica. Al termine della prima metà di campionato la squadra pugliese è al settimo posto in classifica con 20 punti.

### Girone di ritorno

L'attaccante Maurizio Iorio, con i suoi 18 centri capocannoniere dei galletti e secondo nella classifica marcatori cadetta.

La serie positiva iniziata nel girone d'andata prosegue in quello di ritorno, interrotta dalle sconfitte fuori casa 1-0 con la Reggiana nel 26º turno (questa ferma a 13 gli incontri utili consecutivi) e in casa 1-2 contro la Sampdoria nel 32º turno. Nelle ultime tre giornate i biancorossi raccolgono 2 punti, chiudendo il campionato al quarto posto, a due lunghezze di distacco dalle seconde Pisa e Sampdoria, promosse in Serie A.
Nella seconda metà di campionato la formazione pugliese ha recriminato su diverse decisioni arbitrali; i media, anche con il supporto delle immagini televisive hanno affermato unanimemente la regolarità delle reti biancorosse di Maurizio Iorio all'85º minuto di Pisa-Bari della 23ª giornata (finita 0-0), rete non contestata dai toscani, e del goal del 2-2 del pugliese Acerbis a Varese (la gara terminò 3-1 per i locali), entrambe annullate per fuorigioco, nonché di un'altra rete di Iorio nell'incontro ancora successivo, giocato in casa con la Sambenedettese e poi concluso anch'esso a reti inviolate. Contestate anche altre decisioni arbitrali sfavorevoli ai baresi, avutesi a Cremona, Pescara e Pistoia. In quei giorni di giugno il Corriere dello Sport-Stadio titola: «Per il Bari in A, il "no" degli arbitri». Da rilevare anche, che nelle gare di ritorno giocate contro blucerchiati e varesini la squadra di Catuzzi si è sbilanciata in attacco nella seconda frazione di gioco, venendo superata nel punteggio sugli sviluppi di un contropiede. Lo storico del Bari Calcio Gianni Antonucci, nei suoi libri sostiene che i "torti" arbitrali furono dovuti ad opposizioni all'elezione di Antonio Matarrese presidente della Lega Calcio.
A fine campionato il Bari ha il secondo miglior attacco di categoria, con 47 reti siglate.
Per la stagione calcistica 1981-82 il Bari di Catuzzi fu comunque una sorpresa a livello nazionale, per la giovane età di molti dei titolari e per il gioco, considerato dagli interessati particolarmente gradevole. Si ricorda il numero di tifosi che seguirono la squadra biancorossa a Rimini il 14 febbraio, 6000, e 4000 a Varese il 30 maggio; in entrambe le partite i supporter pugliesi furono in numero maggiore di quelli di casa.

## Divise e sponsor
Lo sponsor tecnico per la stagione 1981-1982 è Adidas. Oltre alle classiche tenute bianche e rosse, si aggiunge una terza uniforme da trasferta di colore giallo con strisce laterali nere e gialle; tale divisa è stata poi, nel corso della stagione, adottata come completo principale in quanto allenatore e giocatori le hanno attribuito fortuna.
| Casa | Trasferta | Terza Divisa |

## Organigramma societario[1]
Area direttiva
- Presidente: Antonio Matarrese

Area organizzativa
- Segretario: Filippo Nitti

Area tecnica
- Direttore sportivo: Carlo Regalia
- Allenatore: Enrico Catuzzi
- Allenatore in seconda: Biagio Catalano

Area sanitaria
- Medici sociali: dott. Sabino Lerario, dott. Gianni Vestita

## Rosa
| N. |                   | Ruolo | Calciatore           |
| -- | ----------------- | ----- | -------------------- |
|    | Italia (bandiera) | P     | Giovanni Caffaro     |
|    | Italia (bandiera) | P     | Bruno Fantini        |
|    | Italia (bandiera) | P     | Nicola Turi          |
|    | Italia (bandiera) | P     | Angelo Venturelli    |
|    | Italia (bandiera) | D     | Michele Armenise     |
|    | Italia (bandiera) | D     | Nicola Caricola      |
|    | Italia (bandiera) | D     | Francesco Cuccovillo |
|    | Italia (bandiera) | D     | Giorgio De Trizio    |
|    | Italia (bandiera) | D     | Angelo Frappampina   |
|    | Italia (bandiera) | D     | Luigi Punziano       |
|    | Italia (bandiera) | D     | Danilo Ronzani       |
|    | Italia (bandiera) | C     | Antonio Elia Acerbis |
|    | Italia (bandiera) | C     | Roberto Bacchin      |
|    | Italia (bandiera) | C     | Carmelo Bagnato      |

| N. |                   | Ruolo | Calciatore          |
| -- | ----------------- | ----- | ------------------- |
|    | Italia (bandiera) | C     | Leonardo Bitetto    |
|    | Italia (bandiera) | C     | Carmelo La Torre    |
|    | Italia (bandiera) | C     | Onofrio Loseto      |
|    | Italia (bandiera) | C     | Valerio Majo        |
|    | Italia (bandiera) | C     | Luigi Nicassio      |
|    | Italia (bandiera) | C     | Angelo Terracenere  |
|    | Italia (bandiera) | A     | Carlo Bresciani     |
|    | Italia (bandiera) | A     | Mauro Corrieri      |
|    | Italia (bandiera) | A     | Emanuele Del Zotti  |
|    | Italia (bandiera) | A     | Giuseppe De Martino |
|    | Italia (bandiera) | A     | Luigi De Rosa       |
|    | Italia (bandiera) | A     | Maurizio Iorio      |
|    | Italia (bandiera) | A     | Giacomo Libera      |

## Calciomercato
Fonti

### Sessione estiva
| Acquisti | Acquisti             | Acquisti | Acquisti          |
| R.       | Nome                 | da       | Modalità          |
| -------- | -------------------- | -------- | ----------------- |
| A        | Maurizio Iorio       | Torino   | definitivo        |
| D        | Antonio Elia Acerbis | Udinese  | compartecipazione |

| Cessioni | Cessioni           | Cessioni          | Cessioni          |
| R.       | Nome               | a                 | Modalità          |
| -------- | ------------------ | ----------------- | ----------------- |
| D        | Stefano Boggia     | Francavilla       | definitivo        |
| D        | Antonio La Palma   | Gioventù Brindisi | definitivo        |
| C        | Giuliano Belluzzi  | Ternana           | definitivo        |
| C        | Vincenzo Tavarilli | Brescia           | compartecipazione |
| A        | Luciano Gaudino    | Forlì             | compartecipazione |
| A        | Angelo Mariano     |                   | definitivo        |
| A        | Aldo Serena        | Inter             | fine prestito     |

### Sessione autunnale
| Acquisti | Acquisti        | Acquisti   | Acquisti          |
| R.       | Nome            | da         | Modalità          |
| -------- | --------------- | ---------- | ----------------- |
| P        | Bruno Fantini   | Campobasso | compartecipazione |
| C        | Valerio Majo    | Catanzaro  | compartecipazione |
| A        | Carlo Bresciani | Lecce      | compartecipazione |

| Cessioni | Cessioni           | Cessioni    | Cessioni          |
| R.       | Nome               | a           | Modalità          |
| -------- | ------------------ | ----------- | ----------------- |
| A        | Roberto Bacchin    | Udinese     | compartecipazione |
| P        | Marcello Grassi    | -           | svincolato        |
| D        | Roberto Canestrari | Francavilla | definitivo        |
| D        | Rosario Sasso      | Cavese      | compartecipazione |

## Formazione tipo
Allenatore: Enrico Catuzzi
Modulo: 4-3-3 (con l'uso del libero, De Trizio).

## Risultati

### Serie B

#### Girone di andata
| Arbitro: | Altobelli (Roma) |

|                          |           |                                             |
| De Stefanis 4’, 45’, 86’ | Marcatori | 59’ (aut.) De Stefanis 69’ Libera 74’ Iorio |

| Bari 20 settembre 1981 2ª giornata            | Bari      | 1 – 0 | Rimini | Stadio della Vittoria |
| \| \| \| \| \| Bagnato 48’ \| Marcatori \| \| |           |       |        |                       |
|                                               |           |       |        |                       |
| Bagnato 48’                                   | Marcatori |       |        |                       |

| Ferrara 27 settembre 1981 3ª giornata                    | SPAL      | 1 – 1     | Bari | Stadio Paolo Mazza |
| \| \| \| \| \| Bergossi 32’ \| Marcatori \| 24’ Iorio \| |           |           |      |                    |
|                                                          |           |           |      |                    |
| Bergossi 32’                                             | Marcatori | 24’ Iorio |      |                    |

| Bari 4 ottobre 1981 4ª giornata                                | Bari      | 1 – 1       | Pisa | Stadio della Vittoria |
| \| \| \| \| \| Iorio 60’ (rig.) \| Marcatori \| 62’ Todesco \| |           |             |      |                       |
|                                                                |           |             |      |                       |
| Iorio 60’ (rig.)                                               | Marcatori | 62’ Todesco |      |                       |

| Catania 11 ottobre 1981 5ª giornata                               | Catania   | 2 – 1       | Bari | Stadio Angelo Massimino |
| \| \| \| \| \| Testa 61’ Mosti 63’ \| Marcatori \| 10’ Ronzani \| |           |             |      |                         |
|                                                                   |           |             |      |                         |
| Testa 61’ Mosti 63’                                               | Marcatori | 10’ Ronzani |      |                         |

| Arbitro: | Mario Facchin (Udine) |

|  |           |                   |
|  | Marcatori | 38’ (rig.) Capone |

| Bari 25 ottobre 1981 7ª giornata               | Bari      | 0 – 1        | Reggiana | Stadio della Vittoria |
| \| \| \| \| \| \| Marcatori \| 80’ Bruzzone \| |           |              |          |                       |
|                                                |           |              |          |                       |
|                                                | Marcatori | 80’ Bruzzone |          |                       |

| Arbitro: | Menicucci (Firenze) |

|                                        |           |                                         |
| Odorizzi 38’ Gibellini 61’ (rig.), 73’ | Marcatori | 28’ (aut.) Oddi 30’ De Rosa 66’ Ronzani |

| Bari 8 novembre 1981 9ª giornata                              | Bari      | 3 – 0 | Foggia | Stadio della Vittoria |
| \| \| \| \| \| Bresciani 9’ Iorio 31’, 88’ \| Marcatori \| \| |           |       |        |                       |
|                                                               |           |       |        |                       |
| Bresciani 9’ Iorio 31’, 88’                                   | Marcatori |       |        |                       |

| Lecce 15 novembre 1981 10ª giornata                    | Lecce     | 1 – 0 | Bari | Stadio Via del Mare |
| \| \| \| \| \| De Trizio 38’ (aut.) \| Marcatori \| \| |           |       |      |                     |
|                                                        |           |       |      |                     |
| De Trizio 38’ (aut.)                                   | Marcatori |       |      |                     |

| Arbitro: | Patrussi (Arezzo) |

|             |           |            |
| Bagnato 40’ | Marcatori | 90’ Frutti |

| Arbitro: | Pezzella (Frattamaggiore) |

|                   |           |  |
| Mazzarri 49’, 86’ | Marcatori |  |

| Genova 6 dicembre 1981 13ª giornata                       | Sampdoria | 1 – 1        | Bari | Stadio Luigi Ferraris |
| \| \| \| \| \| Zanone 80’ \| Marcatori \| 57’ Armenise \| |           |              |      |                       |
|                                                           |           |              |      |                       |
| Zanone 80’                                                | Marcatori | 57’ Armenise |      |                       |

| Bari 13 dicembre 1981 14ª giornata                                                        | Bari      | 5 – 0 | Cavese | Stadio della Vittoria |
| \| \| \| \| \| Frappampina 8’ Iorio 19’, 35’ Bagnato 53’ Bresciani 74’ \| Marcatori \| \| |           |       |        |                       |
|                                                                                           |           |       |        |                       |
| Frappampina 8’ Iorio 19’, 35’ Bagnato 53’ Bresciani 74’                                   | Marcatori |       |        |                       |

| Bari 20 dicembre 1981 15ª giornata          | Bari      | 1 – 0 | Lazio | Stadio della Vittoria |
| \| \| \| \| \| Iorio 38’ \| Marcatori \| \| |           |       |       |                       |
|                                             |           |       |       |                       |
| Iorio 38’                                   | Marcatori |       |       |                       |

| Arbitro: | Pieri (Genova) |

|               |           |                       |
| Adami 1’, 42’ | Marcatori | 25’ Bagnato 34’ Iorio |

| Bari 10 gennaio 1982 17ª giornata | Bari            | 0 – 0 | Varese | Stadio della Vittoria\| Arbitro: \| Menegali (Roma) \| |
| Arbitro:                          | Menegali (Roma) |       |        |                                                        |

| San Benedetto del Tronto 17 gennaio 1982 18ª giornata              | Sambenedettese | 1 – 2                  | Bari | Stadio Riviera delle Palme |
| \| \| \| \| \| Caccia 1’ \| Marcatori \| 20’ Iorio 76’ Armenise \| |                |                        |      |                            |
|                                                                    |                |                        |      |                            |
| Caccia 1’                                                          | Marcatori      | 20’ Iorio 76’ Armenise |      |                            |

| Bari 24 gennaio 1982 19ª giornata                  | Bari      | 1 – 0 | Perugia | Stadio della Vittoria |
| \| \| \| \| \| Iorio 90’ (rig.) \| Marcatori \| \| |           |       |         |                       |
|                                                    |           |       |         |                       |
| Iorio 90’ (rig.)                                   | Marcatori |       |         |                       |

#### Girone di ritorno
| Bari 7 febbraio 1982 20ª giornata                              | Bari      | 2 – 0 | Palermo | Stadio della Vittoria |
| \| \| \| \| \| Acerbis 79’ Iorio 81’ (rig.) \| Marcatori \| \| |           |       |         |                       |
|                                                                |           |       |         |                       |
| Acerbis 79’ Iorio 81’ (rig.)                                   | Marcatori |       |         |                       |

| Rimini 14 febbraio 1982 21ª giornata                      | Rimini    | 0 – 2                   | Bari | Stadio Romeo Neri |
| \| \| \| \| \| \| Marcatori \| 19’ De Rosa 48’ Bagnato \| |           |                         |      |                   |
|                                                           |           |                         |      |                   |
|                                                           | Marcatori | 19’ De Rosa 48’ Bagnato |      |                   |

| Bari 21 febbraio 1982 22ª giornata                 | Bari      | 1 – 0 | SPAL | Stadio della Vittoria |
| \| \| \| \| \| Reali 11’ (aut.) \| Marcatori \| \| |           |       |      |                       |
|                                                    |           |       |      |                       |
| Reali 11’ (aut.)                                   | Marcatori |       |      |                       |

| Pisa 28 febbraio 1982 23ª giornata | Pisa                         | 0 – 0 | Bari | Arena Garibaldi\| Arbitro: \| Agnolin (Bassano del Grappa) \| |
| Arbitro:                           | Agnolin (Bassano del Grappa) |       |      |                                                               |

| Bari 7 marzo 1982 24ª giornata                                        | Bari      | 2 – 1        | Catania | Stadio della Vittoria (38032 spett.) |
| \| \| \| \| \| Iorio 19’ Armenise 69’ \| Marcatori \| 72’ Crialesi \| |           |              |         |                                      |
|                                                                       |           |              |         |                                      |
| Iorio 19’ Armenise 69’                                                | Marcatori | 72’ Crialesi |         |                                      |

| Arbitro: | Ballarini |

|           |           |           |
| Fagni 54’ | Marcatori | 14’ Iorio |

| Reggio Emilia 21 marzo 1982 26ª giornata        | Reggiana  | 1 – 0 | Bari | Stadio Comunale Mirabello |
| \| \| \| \| \| Carnevale 13’ \| Marcatori \| \| |           |       |      |                           |
|                                                 |           |       |      |                           |
| Carnevale 13’                                   | Marcatori |       |      |                           |

| Bari 28 marzo 1982 27ª giornata                           | Bari      | 1 – 1     | Verona | Stadio della Vittoria (circa 40000 spett.) |
| \| \| \| \| \| Bresciani 70’ \| Marcatori \| 31’ Penzo \| |           |           |        |                                            |
|                                                           |           |           |        |                                            |
| Bresciani 70’                                             | Marcatori | 31’ Penzo |        |                                            |

| Foggia 4 aprile 1982 28ª giornata                                     | Foggia    | 1 – 2                    | Bari | Stadio Pino Zaccheria |
| \| \| \| \| \| Bordon 26’ \| Marcatori \| 17’ Bagnato 68’ Armenise \| |           |                          |      |                       |
|                                                                       |           |                          |      |                       |
| Bordon 26’                                                            | Marcatori | 17’ Bagnato 68’ Armenise |      |                       |

| Bari 10 aprile 1982 29ª giornata                    | Bari      | 1 – 0 | Lecce | Stadio della Vittoria (circa 40000 spett.) |
| \| \| \| \| \| Progna 74’ (aut.) \| Marcatori \| \| |           |       |       |                                            |
|                                                     |           |       |       |                                            |
| Progna 74’ (aut.)                                   | Marcatori |       |       |                                            |

| Arbitro: | Altobelli (Roma) |

|            |           |           |
| Bonomi 73’ | Marcatori | 76’ Iorio |

| Bari 25 aprile 1982 31ª giornata                                          | Bari      | 3 – 1        | Pescara | Stadio della Vittoria |
| \| \| \| \| \| Iorio 35’ Bagnato 51’, 85’ \| Marcatori \| 65’ Mazzarri \| |           |              |         |                       |
|                                                                           |           |              |         |                       |
| Iorio 35’ Bagnato 51’, 85’                                                | Marcatori | 65’ Mazzarri |         |                       |

| Arbitro: | Casarin (Milano) |

|               |           |                           |
| Bresciani 44’ | Marcatori | 6’ Scanziani 82’ Bellotto |

| Cava de'Tirreni 9 maggio 1982 33ª giornata | Cavese | 0 – 0 | Bari | Campo Sportivo Antonio Desiderio |

| Bari 16 maggio 1982 34ª giornata                   | Lazio     | 0 – 1            | Bari | Stadio Olimpico |
| \| \| \| \| \| \| Marcatori \| 74’ (rig.) Iorio \| |           |                  |      |                 |
|                                                    |           |                  |      |                 |
|                                                    | Marcatori | 74’ (rig.) Iorio |      |                 |

| Arbitro: | Benedetti (Roma) |

|           |           |  |
| Iorio 60’ | Marcatori |  |

| Arbitro: | D'Elia (Salerno) |

|                                      |           |             |
| Strappa 7’ Braghin 55’ Turchetta 90’ | Marcatori | 54’ Bagnato |

| Bari 6 giugno 1982 37ª giornata | Bari             | 0 – 0 | Sambenedettese | Stadio della Vittoria\| Arbitro: \| Lanese (Messina) \| |
| Arbitro:                        | Lanese (Messina) |       |                |                                                         |

| Bari 13 giugno 1982 38ª giornata                                    | Perugia   | 1 – 1        | Bari | Stadio della Vittoria |
| \| \| \| \| \| Dal Fiume 67’ (rig.) \| Marcatori \| 42’ Corrieri \| |           |              |      |                       |
|                                                                     |           |              |      |                       |
| Dal Fiume 67’ (rig.)                                                | Marcatori | 42’ Corrieri |      |                       |

### Coppa Italia

#### Primo turno
| Bari 23 agosto 1981, ore CET 1ª giornata | Bari          | 0 – 0 | Napoli | Stadio della Vittoria\| Arbitro: \| Ciulli (Roma) \| |
| Arbitro:                                 | Ciulli (Roma) |       |        |                                                      |

| Bari 26 agosto 1981, ore CET 2ª giornata | Bari           | 0 – 0 | Cremonese | Stadio della Vittoria\| Arbitro: \| Leni (Perugia) \| |
| Arbitro:                                 | Leni (Perugia) |       |           |                                                       |

| Arbitro: | Facchin (Udine) |

|                                           |           |                                   |
| Pircher 21’ Torrisi 47’ (rig.) Perico 67’ | Marcatori | 80’ (rig.), 90’ Iorio 83’ Bagnato |

| Avellino 30 agosto 1981, ore CET 4ª giornata | Avellino       | 0 – 0 | Bari | Stadio Partenio\| Arbitro: \| Pieri (Genova) \| |
| Arbitro:                                     | Pieri (Genova) |       |      |                                                 |

## Statistiche

### Statistiche di squadra
| Competizione | Punti | In casa | In casa | In casa | In casa | In casa | In casa | In trasferta | In trasferta | In trasferta | In trasferta | In trasferta | In trasferta | Totale | Totale | Totale | Totale | Totale | Totale | DR  |
| Competizione | Punti | G       | V       | N       | P       | Gf      | Gs      | G            | V            | N            | P            | Gf           | Gs           | G      | V      | N      | P      | Gf     | Gs     | DR  |
| ------------ | ----- | ------- | ------- | ------- | ------- | ------- | ------- | ------------ | ------------ | ------------ | ------------ | ------------ | ------------ | ------ | ------ | ------ | ------ | ------ | ------ | --- |
| Serie B      | 45    | 19      | 11      | 5       | 3       | 25      | 9       | 19           | 4            | 10           | 5            | 22           | 24           | 38     | 15     | 15     | 8      | 47     | 33     | +14 |
| Coppa Italia | -     | 2       | 0       | 2       | 0       | 0       | 0       | 2            | 0            | 2            | 0            | 3            | 3            | 4      | 0      | 4      | 0      | 3      | 3      | 0   |
| Totale       | 45    | 21      | 11      | 7       | 3       | 25      | 9       | 21           | 4            | 12           | 5            | 25           | 27           | 42     | 15     | 19     | 8      | 50     | 36     | +14 |

### Statistiche dei giocatori
| Giocatore      | Serie B  | Serie B | Serie B     | Serie B    | Coppa Italia | Coppa Italia | Coppa Italia | Coppa Italia | Totale   | Totale | Totale      | Totale     |
| Giocatore      | Presenze | Reti    | Ammonizioni | Espulsioni | Presenze     | Reti         | Ammonizioni  | Espulsioni   | Presenze | Reti   | Ammonizioni | Espulsioni |
| -------------- | -------- | ------- | ----------- | ---------- | ------------ | ------------ | ------------ | ------------ | -------- | ------ | ----------- | ---------- |
| A. E. Acerbis  | 38       | 1       | 1           | 0          | 4            | 0            | ?            | ?            | 42       | 1      | 1+          | 0+         |
| M. Armenise    | 29       | 4       | 2           | 2          | -            | -            | -            | -            | 29       | 4      | 2           | 2          |
| C. Bagnato     | 36       | 9       | 1           | 1          | 3            | 1            | ?            | ?            | 39       | 10     | 1+          | 1+         |
| L. Bitetto     | 17       | 0       | 1           | 0          | 4            | 0            | ?            | ?            | 21       | 0      | 1+          | 0+         |
| C. Bresciani   | 20       | 4       | 2           | 0          | -            | -            | -            | -            | 20       | 4      | 2           | 0          |
| G.Caffaro      | 4        | -5      | 0           | 0          | -            | -            | -            | -            | 4        | -5     | 0           | 0          |
| N. Caricola    | 36       | 0       | 0           | 0          | 4            | 0            | ?            | ?            | 40       | 0      | 0+          | 0+         |
| M.Corrieri     | 3        | 1       | 0           | 0          | 3            | 0            | ?            | ?            | 6        | 1      | 0+          | 0+         |
| F. Cuccovillo  | 2        | 0       | 0           | 0          | -            | -            | -            | -            | 2        | 0      | 0           | 0          |
| E. Del Zotti   | 3        | 0       | 0           | 0          | 1            | 0            | ?            | ?            | 4        | 0      | 0+          | 0+         |
| G. De Martino  | 0        | 0       | 0           | 0          | 1            | 0            | ?            | ?            | 1        | 0      | 0+          | 0+         |
| L. De Rosa     | 35       | 2       | 0           | 0          | 3            | 0            | ?            | ?            | 38       | 2      | 0+          | 0+         |
| G. De Trizio   | 36       | 0       | 1           | 1          | 4            | 0            | ?            | ?            | 40       | 0      | 1+          | 1+         |
| B. Fantini     | 30       | -23     | 1           | 0          | -            | -            | -            | -            | 30       | -23    | 1           | 0          |
| A. Frappampina | 27       | 1       | 0           | 0          | 3            | 0            | ?            | ?            | 30       | 1      | 0+          | 0+         |
| M. Iorio       | 36       | 18      | 1           | 0          | 4            | 2            | ?            | ?            | 40       | 20     | 1+          | 0+         |
| C. La Torre    | 14       | 0       | 0           | 0          | 4            | 0            | ?            | ?            | 18       | 0      | 0+          | 0+         |
| G. Libera      | 7        | 1       | 0           | 0          | 1            | 0            | ?            | ?            | 8        | 1      | 0+          | 0+         |
| O. Loseto      | 22       | 0       | 1           | 0          | -            | -            | -            | -            | 22       | 0      | 1           | 0          |
| V. Majo        | 24       | 0       | 1           | 0          | -            | -            | -            | -            | 24       | 0      | 1           | 0          |
| L. Nicassio    | 9        | 0       | 0           | 0          | -            | -            | -            | -            | 9        | 0      | 0           | 0          |
| L. Punziano    | 4        | 0       | 0           | 0          | 4            | 0            | ?            | ?            | 8        | 0      | 0+          | 0+         |
| D. Ronzani     | 32       | 0       | 1           | 0          | 1            | 0            | ?            | ?            | 33       | 0      | 1+          | 0+         |
| A. Terracenere | 1        | 0       | 0           | 0          | -            | -            | -            | -            | 1        | 0      | 0           | 0          |
| A. Venturelli  | 5        | -5      | 0           | 0          | 4            | -3           | ?            | ?            | 9        | -8     | 0+          | 0+         |